# Brnivka
Brnivka (angleško bullroarer) je starodavno obredno glasbilo in pripomoček, ki se je zgodovinsko uporabljal za sporazumevanje na velike razdalje. Sestoji iz kosa lesa, privezanega z vrvico, ki pri kroženju v velikem krogu ustvarja brneč zvok.
Brnivke segajo v paleolitik, pri čemer so bile najstarejše najdene v Ukrajini pred 18.000 leti. Antropolog Michael Boyd, strokovnjak za brnivke, je dokumentiral številne najdbe v Evropi, Aziji, Afriki, Amerikah in Avstraliji. V antični Grčiji je bilo to sveto glasbilo v dionizijskih misterijih in se obredno še vedno uporablja po vsem svetu. Bilo je pomembna glasbena oprema avstralskih aboridžinov, ki so ga uporabljali pri obredju ter za sporazumevanje različnih ljudstev celine. Številne kulture menijo, da zvok brnivke odganja zle vplive.

## Zasnova, uporaba in zvok
Brnivka sestoji iz utežene tanke ploščice lesa, dolge približno od 15 do 60 cm in široke približno od 2 do 5 cm, pritrjene na dolgo vrvico. Običajno so robovi lesene ploščice priostreni, vzdolž nje pa so lahko zareze, kar je odvisno od kulturne tradicije posameznega območja.
Vrvica se sprva rahlo napne, nato pa se brnivka vihti v vodoravni ravnini v velikem krogu ali v navpični ravnini v manjšem krogu. Aerodinamika brnivke ohranja vrtenje okoli njene osi tudi po odvitju začetnega navitja. Vrvica se v celoti izmenično navija najprej v eno in nato v drugo smer.
Brnivka proizvaja značilen brneč zvok z modulacijami zvoka zaradi vrtenja okoli svoje vzdolžne osi ter daljšanja ali krajšanja dolžine vrvice. S spreminjanjem obsežnosti kroga in hitrosti ter ravnine, v kateri vrvica prehaja iz vodoravne v navpično ravnino ali nasprotno, je mogoče nadzorovati modulacijo zvoka in s tem kodirati informacijo.